# پارک کامه ایدو-چوئو
پارک کامه ایدو چوئو (به ژاپنی: 亀戸中央公園 Kameido chuo koen) یکی از پارک‌های توکیو پایتخت ژاپن است. شهرت این پارک به داشتن گل‌های کاملیاست که به زبان ژاپنی سازانکا نامیده می‌شوند. گل‌های کاملیا معمولاً از اواخر ماه نوامبر ماه یازدهم میلادی تا ماه فوریه ماه دوم میلادی شکوفا می‌شوند.

## رسیدن به پارک
- خط جی آر، خط چوئو-سوبو ایستگاه کامه ایدو. تا پارک ۱۵ دقیقه پیاده راه است.[۲]
- خط کامه ایدو، وابسته به شرکت راه‌آهن توبو ایستگاه کامه ایدو سوئیجین. تا پارک ۲ دقیقه پیاده راه است.

## نگارخانه

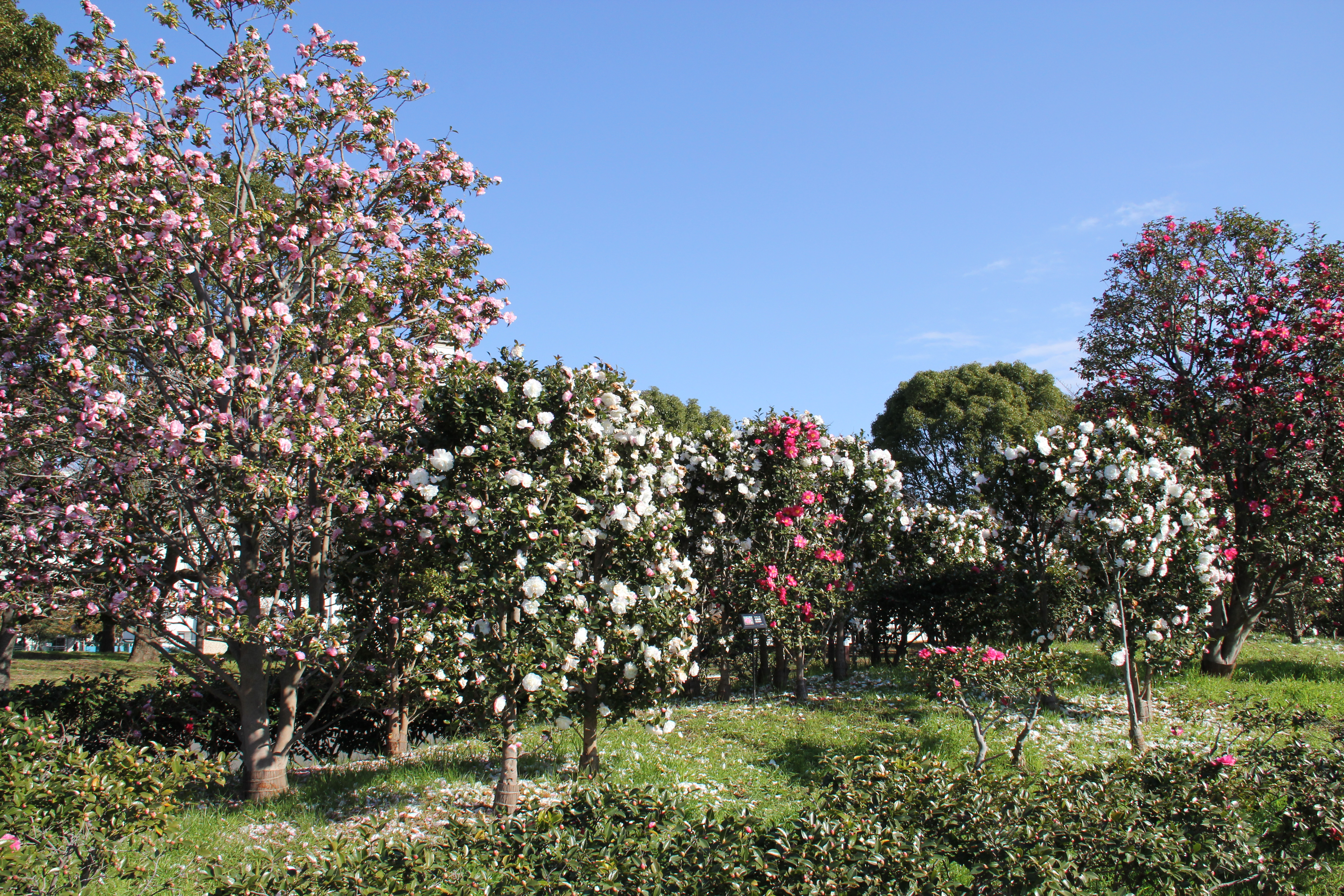
درختان کاملیای پارک در ماه دسامبر یا آذر
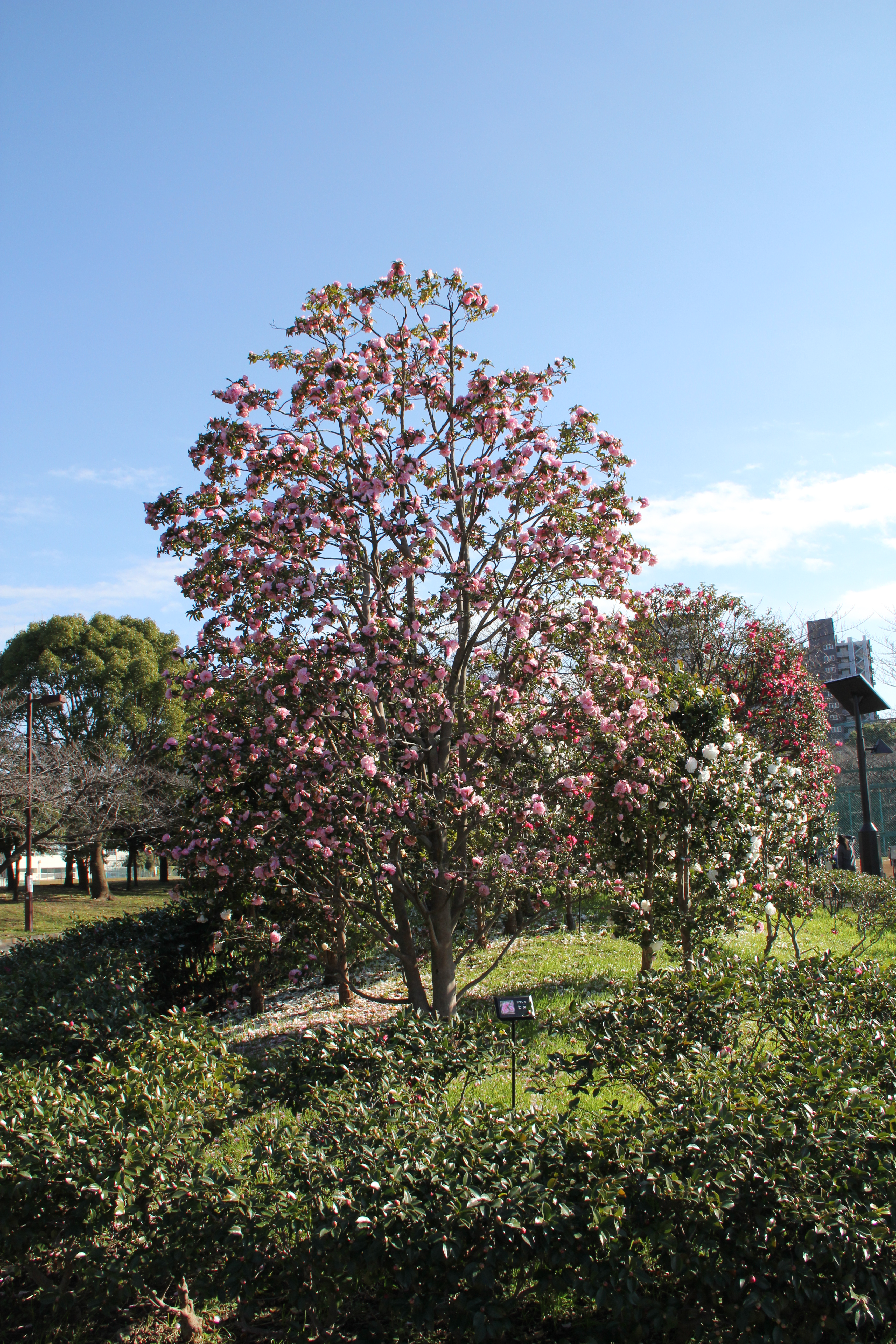
یک درخت کاملیای پارک
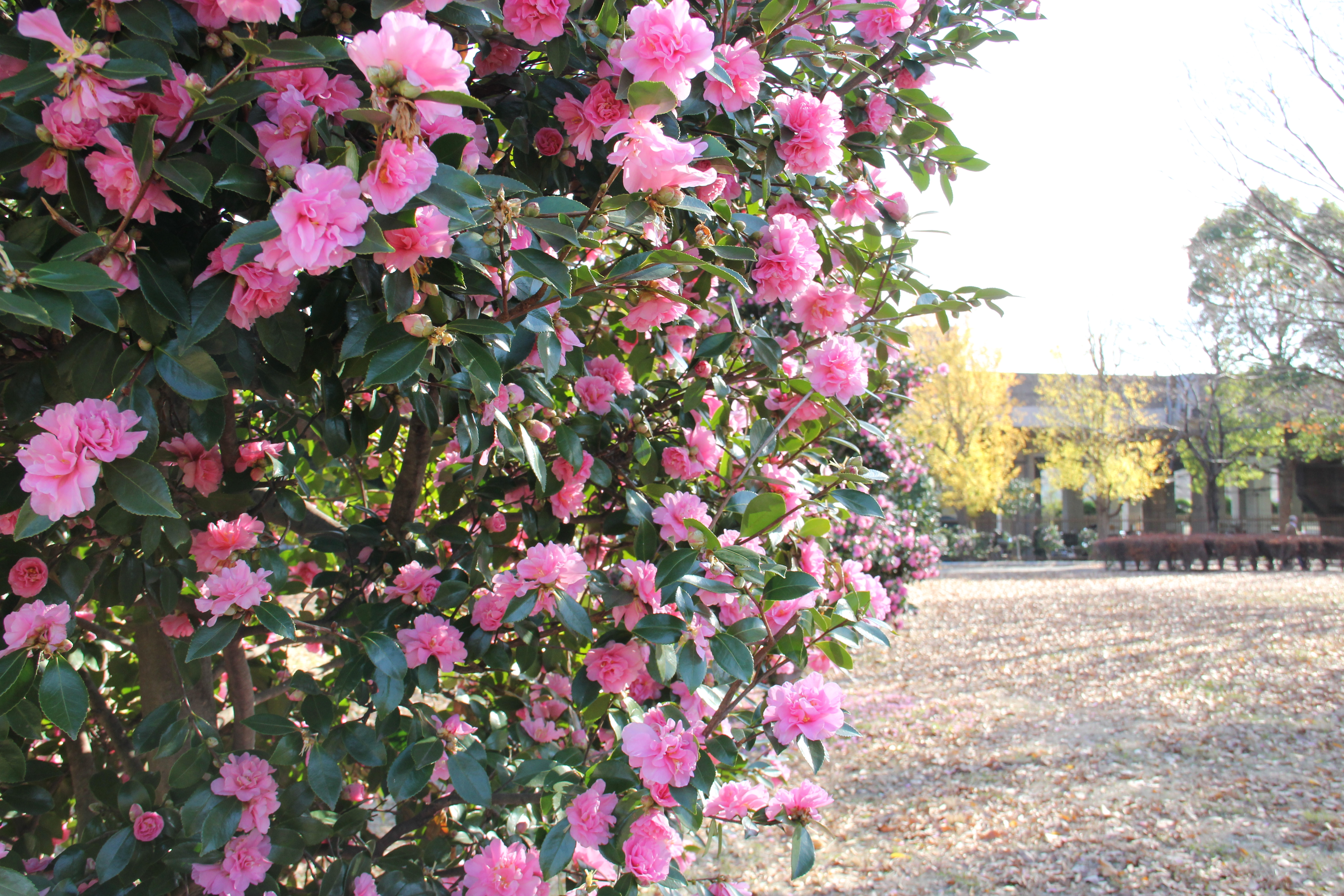
گل‌های صورتی رنگ کاملیا در پارک